# 拓扑序
在物理学中，拓扑序是在零温物质（也称量子物质）相中的一种序。宏观上，拓扑序是由稳固的基态简并和简并基态的量子化非阿贝尔几何相所定义和描述的。 在微观上，拓扑序对应长程量子纠缠的模式(图斑)。 拥有不同拓扑序（或不同长程纠缠）的量子态，除非相变发生，否则不能相互转化。
拓扑序具有下列性质，例如（1）拓扑简并和分数统计或非阿贝尔统计，可实现拓扑量子计算； (2) 完美导电边缘态，因此具有仪器应用； (3) 涌现的规范场和费米统计，显示了基本粒子的可能量子信息来源；  (4)拓扑纠缠熵 ，揭示拓扑序的纠缠起源等。因此在自旋液体   和量子霍尔效应 等多种凝聚态体系的研究以及在容错量子计算的潜在应用中，拓扑序扮演非常重要角色。 
拓扑绝缘体和拓扑超导体（超过一维）并不属于上述定义的拓扑序，其原因是它们的纠缠只是短程的纠缠。

## 背景
由大量原子组织的物质可以具有不同的性质，并且以不同的形态出现，如固体、液体、超流体等。这些不同形式的物质通常称为物质状态或相。根据凝聚态物理学和涌现原理，材料的不同性质一般起源于原子的不同组织方式。原子（或其他粒子）的不同组织被称为有序。 
原子可以有多种方式排列，导致许多不同的有序和不同类型的材料。 Landau对称破缺理论提供了对这些不同序的理解。它指出不同的序对应于原子组成的不同对称性。当一种材料从一种序变为另一种序时（即，材料经历相变），对应原子组成的对称性发生变化。
例如，在液体中原子随机分布，因此当我们将原子移动任意距离时，液体基本上是不变的。我们说液体具有连续的平移对称性。相变发生后，液体可以变成晶体。在晶体中，原子排列成规则阵列（晶格）。只有当我们将晶格移动特定距离（晶格常数的整数倍）时，晶格才会保持不变，因此晶体只有离散的平移对称性。液体和晶体之间的相变，对应着将液体的连续平移对称性降低为晶体的离散对称性的转变。这种对称性的变化称为对称破缺。因此，液体和晶体之间差异的本质是原子排列在两相中具有不同的对称性。
朗道对称破缺理论一直是个非常成功的理论。长期以来，物理学家都认为朗道理论描述了凝聚态系统中所有可能的有序态，以及所有可能的（连续）相变。

## 发现和表征
然而，自 20 世纪 80 年代后期以来，大家逐渐了解到可能无法使用朗道对称性破缺理论来描述所有可能的有序态。像为了解释高温超导性 ，引入了手性自旋态。  起初，物理学家还想用朗道对称性破缺理论来描述手性自旋态。他们将手性自旋态定为破坏時間反演對稱和宇称对称性但不破坏自旋旋转对称性的态。根据 朗道的对称性破缺理论描述，这应该是故事的结局。然而，人们很快意识到，有许多不同的手性自旋态，却具有完全相同的对称性，因此仅靠对称性不足以表征不同的手性自旋态。这意味着手性自旋态包含一种全新的秩序，这种秩序超出通常的朗道对称性描述。 新的序被命名为“拓扑序”。  “拓扑序”这个名称的灵感来自手性自旋态的低能有效理论，即拓扑量子场论(TQFT)。   新的量子数，例如基态简并 （可以在封闭空间或具有间隙边界的开放空间上定义，包括阿贝尔拓扑序 和非阿贝尔拓扑序  ) 和简并基态的非阿贝尔几何相， 被引入以表征和定义手性自旋态中的不同拓扑序。最近，研究发现拓扑序也可以用拓扑熵来表征。  
但是实验很快表明手性自旋态不能描述高温超导体，拓扑序理论成为没有实验实现的理论。然而，手性自旋态和量子霍尔态之间的相似性允许我们使用拓扑序理论来描述不同的量子霍尔态。 就像手性自旋态一样，不同的量子霍尔态都具有相同的对称性，并且在朗道对称破缺描述之外。发现不同量子霍尔态下的不同序确实可以用拓扑数来描述，所以拓扑序理论确实有实验实现。
在 1989 年引入拓扑序的概念之前，分数量子霍尔(FQH) 态于 1982 年 被发现。但是分数量子霍尔态并不是第一个被实验发现的拓扑序态。实际上， 1911 年发现的超导体是第一个被实验发现的拓扑序态；它具有Z 2拓扑序。 
虽然拓扑序态通常出现在强相互作用的玻色子/费米子体系中，但一种简单的拓扑序也可以出现在自由费米子体系中。这种拓扑序对应于整数量子霍尔态，如果我们考虑晶格上的整数量子霍尔态，则可以用被填充的能带的陈数来表征。理论计算指出，可以通过实验测量自由费米子系统的陈数。  众所周知，陈数可以（可能间接地）通过边界态来测量。这里用到体边界对应: 可以用陈数来预言材料在开边界条件下受拓扑保护边界态的性质。 
拓扑序最重要的表征是潜在的分数激发（例如任意子）及其聚变统计和编织统计（可以超越玻色子或费米子的量子统计）。目前的研究工作表明，3+1 维时空中的拓扑序存在环状和弦状激发，它们的多环/弦编织统计是识别 3+1 维拓扑序的重要特征。    3+1维拓扑的多环/弦编织统计可以通过4个时空维度的特定拓扑量子场论的链接不变量来描述。 

## 机制
一大类 2+1D 拓扑序可以通过一种称为弦网凝聚的机制来实现。 这类拓扑序可以有一个有能隙的边缘态，并按酉融合范畴（或幺半群范畴）理论分类。人们发现弦网凝聚可以产生无限多种不同类型的拓扑序，这可能显示还有许多不同类型的新材料有待发现。
凝聚弦的集体运动会产生高于弦网凝聚态的激发。这些激发原来是规范玻色子。弦的末端是缺陷，对应于另一种类型的激发。这激发是规范电荷，可以拥有费米统计或分数统计。 
“膜”、  “膜网” 和分形等其他扩展的凝聚也导致拓扑序相和“量子玻璃态”。  

## 数学公式
我们知道群论是对称破缺序的数学基础。拓扑序的数学基础是什么？发现 2+1D 拓扑序的一个子类——阿贝尔拓扑序——可以通过 K 矩阵方法进行分类。    弦网凝聚表明张量范畴（如融合范畴或幺半群范畴）是 2+1 维拓扑序的数学基础的一部分。最近的研究表明（直到没有分数激发的可逆拓扑序）：
- 2+1D 玻色子拓扑序按酉模张量类别分类。
- 具有对称性 G 的 2+1D 玻色子拓扑序按 G 交叉张量类别分类。
- 具有对称性 G 的 2+1D 玻色子/费米子拓扑序按酉编织融合类别分类在对称融合类别上，具有模块化扩展。玻色子系统的对称聚变类别 Rep(G) 和费米子系统的 sRep(G)。

更高维度的拓扑序可能与 n-Category 理论有关。量子算符代数是研究拓扑序的一个非常重要的数学工具。
一些人还建议，拓扑序在数学上可由扩展量子对称性描述。 

## 应用
朗道对称破缺理论描述的材料对技术产生了重大影响。例如，破坏自旋旋转对称性的铁磁材料可以用作数字信息存储的介质。由铁磁材料制成的硬盘驱动器可以存储千兆字节的信息。破坏分子旋转对称性的液晶在显示技术中得到广泛应用。破坏平移对称性的晶体会产生明确的电子能带，这反过来又使我们能够制造半导体设备，例如晶体管。不同类型的拓扑序甚至比不同类型的对称破缺序更丰富。这表明它们具有令人兴奋的新颖应用潜力。
一个理论上的应用是使用拓扑序作为量子计算的媒介，这种技术被称为拓扑量子计算。拓扑序是具有复杂非局域量子纠缠的态。非局域性是指拓扑序的量子纠缠分布在许多不同的粒子中。因此，量子纠缠的模式不会被局部扰动破坏。这显着降低了退相干的影响。这表明，如果我们在拓扑序状态下使用不同的量子纠缠来编码量子信息，信息可能会持续更长时间。 由拓扑量子纠缠编码的量子信息也可以通过将拓扑缺陷相互拖动来操纵。这个过程可以提供用于执行量子计算的物理设备。 因此，拓扑序态可以为量子存储和量子计算提供自然媒介。量子存储和量子计算的这种实现可能具有容错能力。 
拓扑序通常具有特殊性质，即它们包含非平庸的边界状态。在许多情况下，这些边界态提供完美的导电通道，可以导电而不产生热量。 这可能是拓扑序在电子设备中的另一个潜在应用。
与拓扑序类似，拓扑绝缘体 也具有无间隙边界态。拓扑绝缘体的边界态对拓扑绝缘体的检测和应用起着关键作用。这种观察自然会引出一个问题：拓扑绝缘体是拓扑序的例子吗？事实上，拓扑绝缘体不同于本文定义的拓扑序。拓扑绝缘体只有短程纠缠，没有拓扑序，而本文定义的拓扑序是长程纠缠。拓扑序对任何扰动都是稳固的。它具有涌现规范理论、涌现分数电荷和分数统计。相反，拓扑绝缘体仅对满足时间反演对称性和 U(1) 对称性的扰动具有稳固性。它们的准粒子激发没有分数电荷和分数统计。严格来说，拓扑绝缘体是对称保护拓扑 (SPT) 序的一个例子， 其中SPT 序的第一个例子是spin-1 链的霍尔丹相。    但是spin-2链的Haldane序没有SPT序。

## 潜在影响
朗道对称性破缺理论是凝聚态物理学的重要基石。它定义了凝聚态研究的领域。拓扑序的存在似乎表明自然界佣有比朗道对称性破缺理论迄今所定义的更丰富得多。因此，拓扑序开辟了凝聚态物理学的新方向——高度纠缠的量子物质的新方向。我们认识到物质的量子相（即物质的零温相）可以分为两类：长程纠缠态和短程纠缠态。 拓扑序是描述长程纠缠态的概念：拓扑序 = 长程纠缠的图斑模式。短程纠缠态是平庸的，意义上都属于一个相。然而，在存在对称性的情况下，即使是短程纠缠态也是重要的，因为物质可以属于不同的相。这些不同的相包含SPT 序。  透过SPT 序可以将拓扑绝缘体的概念推广到相互作用的系统。
一些人认为局部玻色子（自旋）模型中的拓扑序（或更准确地说，弦网凝聚）有可能为宇宙中的光子、电子和其他基本粒子提供统一的起源的解释。 

## 参照
- AKLT模型
- 分馏
- 赫氏铁矿
- 隐含顺序
- 量子拓扑
- 纺液
- 串网液
- 对称保护拓扑序
- 拓扑缺陷
- 拓扑退化
- 物理学中的拓扑熵
- 拓扑量子场论
- 拓扑量子数
- 拓扑弦理论